# Pivín
Pivín település Csehországban, a Prostějovi járásban. Pivín Skalka, Němčice nad Hanou, Výšovice, Tvorovice, Víceměřice, Klenovice na Hané, Vřesovice, Čelčice, Dobromilice és Hruška településekkel határos. Lakosainak száma 753 fő (2024. január 1.).

## Népesség
A település lakosságának változását az alábbi diagram mutatja:
| Lakosok száma | 638  | 700  | 823  | 807  | 726  | 680  | 727  | 728  | 723  | 753  |
|               | 1869 | 1890 | 1921 | 1950 | 1980 | 2001 | 2017 | 2019 | 2022 | 2024 |